# 东赵遗址
东赵遗址是2014年度中国十大考古新发现之一，高新区沟赵乡赵村（东赵）南、中原区须水镇董岗村西北。处于丘陵与平原的接触地带，遗址处于檀山东北的台地上，海拔120米。
该遗址东距须水河约2公里，西北不到1公里有一条自然冲沟，冲沟向东北曲折流入须水河。该遗址东距郑州商城约14公里，北距大师姑城址约7公里，东北距小双桥遗址约9.5公里，西距荥阳关帝庙商代晚期遗址不到2公里。东赵遗址处于夏商文化分布核心区域。

## 发现
- 新砦期城址：“小城”遗址充分证明了它在龙山文化和二里头文化之间的承上启下关系。新砦期城址南墙外有40余座灰坑，出土陶片年代都为新砦期晚段。[3]
- 二里头时期城址：“中城”始建于二里头二期，废弃于二里头四期。
- 大型回字形宫殿建筑基址